# Minúscula 25
Minúscula 25 (en la numeración Gregory-Aland), A139 (Soden) es un manuscrito griego en minúsculas del Nuevo Testamento escrito en vitela, sobre hojas de pergamino. Paleográficamente ha sido datado en el siglo XI. El manuscrito tiene marginalia (incompleta) y fue adaptado para el uso litúrgico.

## Descripción
El códice contiene el texto de los cuatro Evangelios en 292 hojas de pergamino gruesas (30.2 cm por 23.2 cm), con considerables lagunas. El texto está escrito en una columna por página, el texto bíblico en 13 líneas por página, el texto del comentario en 42 líneas por página, en tinta marrón. Las letras capital están en tinta roja.
El texto está dividido de acuerdo a los κεφαλαια (capítulos), cuyos números se colocan al margen del texto, con los τιτλοι (títulos) en la parte superior de las páginas. No hay una división de acuerdo con las más pequeñas Secciones Amonianas, con referencias a los Cánones de Eusebio.
Contiene Prolegómenos, listas de los κεφαλαια (tablas de contenido) antes de los Evangelios, marcas de leccionario en el margen para el uso litúrgico (parcialmente), y un comentario (Marcos - Victorino). Grandiosamente escrito, pero muy imperfecto.
Lagunas: Mateo 1:1-4:25; 23:1-25:42; 26:43-55; 28:10-20; Lucas 20:19-22:46; Juan 12:40-13:1; 15:24-16:12; 18:16-28; 20:19-21:19, 25.
Tiene errores de iota suscrita.

## Texto
El texto griego del códice es representativo del tipo textual bizantino. Kurt Aland lo colocó en la Categoría V. No fue examinado por el Perfil del Método de Claremont.

## Historia
El manuscrito está fechado por el INTF en el siglo XI.
Fue añadido a la lista de manuscritos del Nuevo Testamento por Johann Jakob Wettstein, quien le dio el número 25. Fue examinado y descrito por Griesbach, Scholz, y Paulin Martin. C. R. Gregory vio el manuscrito en 1885.
Se encuentra actualmente en la Bibliothèque nationale de France (Gr. 191) en París.